# Токиэда, Мотоки
Мотоки Токиэда (яп. 時枝 誠記, Токиэда Мотоки, 6 декабря 1900 — 27 октября 1967) — японский лингвист, профессор Токийского университета.
Критиковал теории своего учителя Синкити Хасимото, основывающиеся на сочетании японской традиции и структурализма, а также сам европейский структурализм (иностранными языками не владел, основная мишень критики — имевшиеся в японском переводе труды Соссюра и Балли). Ориентировался на традиции японского языкознания (филологического «толкования») до их европеизации в XIX в. Считал, что язык как структура не есть язык, так как оторван от деятельности (исследователи отмечают перекличку в формулировках с В. Гумбольдтом, а из современников — с Бахтиным и его кругом 1920-х). Язык, по Токиэда — «субъективная деятельность», объединяющая психологическую, физиологическую и физическую реальность. Вне человека, пытающегося его описать, язык не существует.
Основатель школы «языкового существования»  (яп. 言語過程説 гэнго катэй сэцу), стимулировавшей изучение языка в повседневной жизни, масштабные проекты по фиксации языковых употреблений путём наблюдений за семьями информантов-добровольцев и т. п.

## Труды
- История японского языкознания  (яп. 國語學史 Кокугогаку си), 1940
- Принципы японского языкознания  (яп. 國語學原論 Кокугогаку гэнрон), 1941, переиздавалась неоднократно (в 1973 году вышло двадцать восьмое издание). Есть частичный русский перевод (в хрестоматии «Языкознание в Японии», М., 1983).